# Конкорсо д'Елеганца Вила д'Есте
Конкорсо д'Елеганца Вила д'Есте (на италиански: Concorso d'Eleganza Villa d'Este, букв. Конкурс за елегантност на Вила д'Есте) е един от най-известните конкурси за колекционерски класически автомобили, произведени между 1920-те и 1970-те години. Провежда се ежегодно във Вила д'Есте в Чернобио на брега на езерото Комо, Италия.

## История
За първи път конкурсът се провежда под името Копа д'Оро Вила д'Есте (Златна купа на Вила д'Есте) на 1 септември 1929 г. по инициатива на Автомобилен клуб „Комо“, Гранд хотел „Вила д'Есте“ и Комитета по терапевтика на Комо, като на него взимат участие над 80 автомобила. Първият победител в конкурса е Изота Фраскини 8А.
През 1933 г. по неизяснени причини Гранд хотел „Вила д'Есте“ отказва да участва в организацията на конкурса и за нея започва да се грижи единствено Автомобилен клуб „Комо“. Събитието получава подкрепата на принцеса Мария-Жозе Белгийска и е преименувано на Копа д'Оро Принчипеса ди Пиемонте (Златна купа на Принцесата на Пиемонт). Започва да се провежда във Вила Олмо в Комо.
През 1936 г. конкурсът не се провежда по неизяснени причини, а през 1938 г. той отново пропада заради кризата в автомобилостроителния сектор. На 4 септември 1939 г. с декрет е забранено движението на цивилни автомобили по италианските пътища заради очакваната Втора световна война и конкурсът отново не се провежда.
Съвземането на Италия след войната продължава дълго и следващият конкурс се състои чак през 1947 г., когато той се връща към оригиналните име и организация. Последният конкурс за дълъг период от време се провежда през 1949 г., като след това кризата, налегнала автомобилосторенето налага отлагането му за неопределено време и той потъва в забвение в продължение на близо 40 години.
Италианският историк и писател Тито Анселми се наема със 
задачата да прероди конкурса. Първият опит е през 1986 г., но той остава единствен чак до 1995 г., когато следват три поредни издания. Конкурсът обаче отново се изправя пред заплахата да пъде преустановен. От 1999 г. насам мероприятието се провежда под патронажа на БМВ. Оттогава конкурсът се състои през последния уикенд на месец април - в събота мероприятието е във Вила д'Есте и е за отбрани гости, а в неделя е в съседната Вила Ерба и е свободно за публиката. От 2002 г. се присъжда награда за концептуални автомобили и прототипи. При класическите автомобили се връчват три основни награди – Трофео БМВ Груп (присъжда се от журито), Копа д'Оро Вила д'Есте (присъжда се от публиката във Вила д'Есте) и Трофео БМВ Италия (присъжда се от публиката във Вила Ерба). В допълнение към конкурса се провеждат чествания на годишнини на автомобилни производители и дизайнери.

## Победители
| Година | Награда                                                             | Шаси                                           | Каросерия                             | Участник                        |
| ------ | ------------------------------------------------------------------- | ---------------------------------------------- | ------------------------------------- | ------------------------------- |
| 2009   | Копа д'Оро Вила д'Есте                                              | Алфа Ромео 8С 2900В, 1938                      | Берлинета Туринг                      | Джон Шърли                      |
| 2009   | Трофео БМВ Груп                                                     | Алфа Ромео 8С 2900В, 1938                      | Берлинета Туринг                      | Джон Шърли                      |
| 2009   | Трофео БМВ Италия                                                   | Алфа Ромео 8С 2900В, 1938                      | Берлинета Туринг                      | Джон Шърли                      |
| 2009   | Концептуален автомобил                                              | Астон Мартин One-77                            |                                       | Улрих Бец                       |
| 2008   | Копа д'Оро Вила д'Есте                                              | Мерцедес-Бенц 540 К Аутобанкурир купе, 1938    | Мерцедес-Бенц                         | Артуро Келер                    |
| 2008   | Трофео БМВ Груп                                                     | Ферари 166 ММ, 1949                            | Берлинета Туринг                      | Джон Кроул                      |
| 2008   | Трофео БМВ Италия                                                   | Делахай 135 М роудстър, 1937                   | Фигони & Фаласки                      | Питър Мълин                     |
| 2008   | Концептуален автомобил                                              | Бугати Вейрон Fbg, 2008                        | Хермес Бугати                         | Жорж Келер                      |
| 2007   | Копа д'Оро Вила д'Есте                                              | Бугати 57С кабриолет, 1939                     |                                       | Джеймс А. Патерсън              |
| 2007   | Трофео БМВ Груп                                                     | Мерцедес-Бенц SSK, 1930                        |                                       | Ралф Лорен                      |
| 2007   | Трофео БМВ Италия                                                   | Алфа Ромео 6С 1750 Флайинг Стар Туринг, 1931   |                                       | Артуро Келер                    |
| 2007   | Концептуален автомобил                                              | Ферари 4/5 Пининфарина, 2006                   | Пининфарина                           | Джеймс Гликънхаус               |
| 2006   | Копа д'Оро Вила д'Есте                                              | Изота Фраскини 8А SS, 1930                     | Кастаня                               | Корадо Лопресто                 |
| 2006   | Трофео БМВ Груп                                                     | Ферари 410 Суперамерика, 1959                  | Пининфарина                           | Питър Каликов                   |
| 2006   | Трофео БМВ Италия                                                   | Бугати Аравис, 1939                            | Ганглоф                               | Питър Мълин                     |
| 2006   | Концептуален автомобил                                              | Алфа Ромео 8С Спайдър, 2005                    | Алфа Ромео                            | Волфганг Егер                   |
| 2005   | Копа д'Оро Вила д'Есте                                              | Ферари 212 Експорт, 1951                       | Виняле                                | Джеф Фишър                      |
| 2005   | Трофео БМВ Груп                                                     | Алфа Ромео Кангуро, 1964                       | Бертоне                               | Широ Косака                     |
| 2005   | Трофео БМВ Италия                                                   | Астон Мартин DB4 GT, 1961                      | Загато                                | Дейвид Сидорик                  |
| 2005   | Концептуален автомобил                                              | Пежо 907 купе, 2005                            | Пежо                                  | Робер Пежо                      |
| 2004   | Копа д'Оро Вила д'Есте                                              | Ланча Астура, 1933                             | Кастаня                               | Гуидо Ламперти                  |
| 2004   | Трофео БМВ Груп                                                     | Ферари 12С, 1957                               | Пининфарина                           | Питър Каликов                   |
| 2004   | Трофео БМВ Италия                                                   | Ланча Астура, 1933                             | Кастаня                               | Гуидо Ламперти                  |
| 2004   | Концептуален автомобил                                              | Алфа Ромео 8С, 2003                            | Алфа Ромео                            | Волфганг Егер                   |
| 2003   | Копа д'Оро Вила д'Есте                                              | Мазерати A6G, 1964                             | Фруа                                  | Джон Букаут                     |
| 2003   | Трофео БМВ Груп                                                     | Ролс-Ройс Фантом ІІ, 1930                      | Биндер Париж                          | Рене Херцог                     |
| 2003   | Трофео БМВ Италия                                                   | Делахай 135 MS, 1937                           | Фригони & Фаласки                     | Пинър Мълин                     |
| 2003   | Концептуален автомобил                                              | Ферари Росо, 2000                              | Пининфарина                           | Лоренцо Рамачоти                |
| 2002   | Копа д'Оро Вила д'Есте                                              | Алфа Ромео 6С 1750 Конвъртибъл Роял, 1931      | Кастаня                               | Ернесто Монти                   |
| 2002   | Трофео БМВ Груп                                                     | Ферари 342 Америка, 1953                       | Пининфарина                           | Арт Зафиропуло                  |
| 2002   | Трофео БМВ Италия                                                   | Ферари 342 Америка, 1953                       | Пининфарина                           | Арт Зафиропуло                  |
| 2002   | Концептуален автомобил                                              | Алфа Ромео Брера, 2002                         | Италдизайн Джуджаро                   | Фабрицио Джуджаро               |
| 2001   | Копа д'Оро Вила д'Есте                                              | Алфа Ромео 6С 2500 Вила д'Есте, 1951           | Конвъртибъл Туринг                    | Корадо Лопресто                 |
| 2001   | Трофео БМВ Груп                                                     | Астон Мартин DB4 Бертоне Джет, 1961            | Бертоне                               | Ханс-Петер Вайдман              |
| 2001   | Трофео БМВ Италия                                                   | Ферари 340 Америка, 1951                       | Баркета Туринг                        | Луис Фрей                       |
| 2000   | Копа д'Оро Вила д'Есте                                              | Бугати 57 SC Атлантик, 1937                    | Бугати                                | Алън Садович                    |
| 2000   | Трофео БМВ Груп                                                     | Алфа Ромео 6С 2300 В ММ, 1938                  |                                       | Ален Льокок                     |
| 2000   | Трофео БМВ Италия                                                   | Бугати 57 SC Атлантик, 1937                    | Бугати                                | Алън Садович                    |
| 1999   | Копа д'Оро Вила д'Есте                                              | Ролс-Ройс Силвър Гоуст „Лондон-Единбърг“, 1911 | Холмс                                 | Мигел Гонсалес                  |
| 1999   | Трофео БМВ Груп                                                     | Ролс-Ройс Силвър Гоуст „Лондон-Единбърг“, 1911 | Холмс                                 | Мигел Гонсалес                  |
| 1999   | Трофео БМВ Италия                                                   | Мерцедес-Бенц SS Спорт, 1929                   | Корсика Коуч Уъркс                    | Дитер Ауман                     |
| 1997   | Копа д'Оро Вила д'Есте                                              | Алфа Ромео 6С 2500 Спорт, 1942                 |                                       | Фабио Калигарис                 |
| 1997   | Трофео А.К. Комо                                                    | Алфа Ромео 6С 2500 Супер Спорт, 1950           |                                       | Сандро Броцети                  |
| 1996   | Копа д'Оро Вила д'Есте                                              | Бентли 3½ Литра, 1934                          | Хупър                                 | Ричард Уолтър-Кембъл            |
| 1996   | Трофео А.К. Комо                                                    | Алфа Ромео 8С 2900В, 1938                      | Кароцерия Туринг                      | Лукас Хюни                      |
| 1995   | Копа д'Оро Вила д'Есте                                              | Изота Фраскини 8В, 1931                        | Кастаня                               | Умберто Дженовезе               |
| 1995   | Трофео А.К. Комо                                                    | Изота Фраскини 8В, 1931                        | Кастаня                               | Умберто Дженовезе               |
| 1986   | Копа Вила д'Есте                                                    | Изота Фраскини 8А SS, 1927                     | Торпедо Чезаре Сала                   | Франко Артом                    |
| 1949   | Копа д'Оро Вила д'Есте                                              | Алфа Ромео 6С 2500 Спорт                       | Гиа                                   | Умберто Дженовезе               |
| 1949   | Гран Премио Референдум                                              | Алфа Ромео 6С 2500 Супер Спорт                 | Кароцерия Туринг                      | Кароцерия Туринг                |
| 1947   | Копа д'Оро Вила д'Есте                                              | Ланча Астура                                   | Стабилименти Фарина                   | Джовани Ферарис                 |
| 1947   | Гран Премио Референдум                                              | Алфа Ромео 6С 2500 Спорт                       | Стабилименти Фарина                   | Джузепе Фарина                  |
| 1937   | Копа д'Оро Принчипеса ди Пиемонте (извънсерийни автомобили)         | Пианале Ланча Априля 239                       | Пининфарина                           | Ермете Бианко                   |
| 1937   | Копа д'Оро Принчипеса ди Пиемонте (серийни автомобили)              | Алфа Ромео 6С 2300В Пескара                    |                                       | Алесандро Тарабини              |
| 1935   | Копа д'Оро Принчипеса ди Пиемонте (извънсерийни автомобили)         | Ланча Астура                                   | Стабилименти Фарина                   | Джино Корадо Делака             |
| 1935   | Копа д'Оро Принчипеса ди Пиемонте (серийни автомобили)              | Фиат 1500                                      |                                       | Фиат                            |
| 1934   | Копа д'Оро Принчипеса ди Пиемонте (извънсерийни автомобили)         | Ланча Астура                                   | Пининфарина                           | Алфредо Колоньо                 |
| 1934   | Копа д'Оро Принчипеса ди Пиемонте (серийни автомобили)              | Фиат 512 Ардита                                |                                       | Фиат                            |
| 1933   | Копа д'Оро Принчипеса ди Пиемонте (извънсерийни открити автомобили) | Ланча Астура                                   | Кастаня                               | Еудженио Минети                 |
| 1933   | Копа д'Оро Принчипеса ди Пиемонте (извънсерийни закрити автомобили) | Ланча Диламбда                                 | Пининфарина                           | Теофило Роси ди Монтелера       |
| 1933   | Копа д'Оро Принчипеса ди Пиемонте (извънсерийни кабриолети)         | Ланча Астура                                   | Пининфарина                           | Гилдо Страца                    |
| 1933   | Копа д'Оро Принчипеса ди Пиемонте (серийни автомобили)              | Ланча Аугуста                                  | Стабилименти Фарина                   | Стабилименти Фарина             |
| 1932   | Копа д'Оро Вила д'Есте (закрити автомобили)                         | Алфа Ромео 8С 2300                             | Кароцерия Туринг                      | Кароцерия Туринг                |
| 1932   | Копа д'Оро Вила д'Есте (открити автомобили)                         | Мазерати 8С 2500 26М Туризмо                   | Кастаня                               | Работилница Алфиери Мазерати    |
| 1932   | Копа д'Оро Вила д'Есте (кабриолети)                                 | Ланча Астура Мерцедес                          | Пининфарина Даймлер-Бенц Зинделфилген | Ланча Даймлер-Бенц              |
| 1931   | Копа д'Оро Вила д'Есте (открити автомобили)                         | Алфа Ромео 6С 1750 Гран Спорт                  | Кароцерия Туринг                      | Жозете Поцо                     |
| 1931   | Копа д'Оро Вила д'Есте (закрити автомобили)                         | Ланча Диламбда                                 | Пининфарина                           | Родолфо дел Драго               |
| 1931   | Копа д'Оро Вила д'Есте (кабриолети)                                 | Алфа Ромео 6С 1750 Гран Туризмо компресоре     | Кастаня                               | Джорджо Бернаскони              |
| 1930   | Копа д'Оро Вила д'Есте                                              | Ланча Диламбда                                 | Стабилименти Фарина                   | Агенция Минети за конт Леонарди |
| 1929   | Копа д'Оро Вила д'Есте                                              | Изота Фраскини 8А                              | Чезаре Сала                           | Селистино Пива                  |

## Галерия

### Награди на публиката
- Копа д'Оро Вила д'Есте и Копа д'Оро Принчипеса ди Пиемонте
- 2009: Алфа Ромео 8С 2900В
- 2008: Мерцедес-Бенц 540 К Аутобанкурир купе
- 2007: Бугати 57С кабриолет (подобен)
- 2006: Изота Фраскини 8А SS (подобен)
- 2005: Ферари 212 Експорт спайдър
- 2004: Ланча Астура
- 2003: Мазерати A6G
- 2002: Алфа Ромео 6С 1750 Конвъртибъл Роял
- 2001: Алфа Ромео 6С 2500 Вила д'Есте (подобен)
- 2000: Бугати 57 SC Атлантик (подобен)
- 1999: Ролс-Ройс Силвър Гоуст „Лондон-Единбърг“
- 1997: Алфа Ромео 6С 2500 Спорт
- 1996: Бентли 3½ Литра
- 1995: Изота Фраскини 8В
- 1986: Изота Фраскини 8А SS (подобен)
- 1949: Алфа Ромео 6С 2500 Спорт (подобен)
- 1947: Ланча Астура
- 1937 извънсерийни: Ланча Априля 239
- 1937 серийни: Алфа Ромео 6С 2300В Пескара
- 1935 извънсерийни: Ланча Астура
- 1935 серийни: Фиат 1500А (подобен)
- 1934 извънсерийни: Ланча Астура
- 1934 серийни: Фиат 518 Ардита (подобен)
- 1933 извънсерийни открити: Ланча Астура
- 1933 извънсерийни закрити: Ланча Диламбда
- 1933 извънсерийни кабриолети: Ланча Астура
- 1933 серийни: Ланча Аугуста (подобен)
- 1932 закрити: Алфа Ромео 8С 2300
- 1932 открити: Мазерати 8С 2500 26М Туризмо (подобен)
- 1932 кабриолети: Ланча Астура
- 1932 кабриолети: Мерцедес
- 1931 открити: Алфа Ромео 6С 1750 Гран Спорт (подобен)
- 1933 извънсерийни закрити: Ланча Диламбда
- 1931 кабриолети: Алфа Ромео 6С 1750 GTC (подобен)
- 1930: Ланча Диламбда
- 1929: Изота Фраскини 8А (подобен)

### Концептуален автомобил
- Победители в клас Концептуален автомобил
- 2009: Астон Мартин One-77
- 2008: Бугати Вейрон Fbg
- 2007: Ферари Р4/5
- 2005: Пежо 907
- 2004: Алфа Ромео 8С
- 2003: Ферари Росо
- 2002: Алфа Ромео Брера